# Liamuiga
Liamuiga (v angličtině uváděna jako Mount Liamuiga, dříve Mount Misery, 1156 m n. m.) je v současnosti neaktivní stratovulkán nacházející se v západní části ostrova Svatý Kryštof. Jedná se o nejvyšší horu ostrova i celého státu. Sopka byla po získání nezávislosti země přejmenována podle indiánského názvu ostrova, který v překladu znamená úrodná země.
Na vrcholu se nachází 1 km široký kráter, jenž byl až do roku 1959 zaplaven vodou. Sopka je nejmladší ze třech vulkanických center ostrova a není úplně vyhaslá. Na vrcholu jsou stále aktivní fumaroly a v letech 1998–2000 postihla ostrov mírná zemětřesení, což může být důkaz o nárůstu vulkanické aktivity.